# Энциклика
Энци́клика (от лат. [littera] encyclica, от др.-греч. ἐγκύκλιος — общий, для всех) — основной папский документ по важнейшим социально-политическим, религиозным и нравственным вопросам, адресованный верующим, епископам или архиепископам отдельной страны, и второй по важности после апостольской конституции.
Энциклика пишется обычно на латыни, иногда на современных языках, и называется по двум или трём первым словам текста. Над заголовком обычно пишутся те, кому документ адресован (напр. «ad patriarchas, primates, archiepiscopos, episcopos aliosque locorum ordinarios» в энциклике «Pascendi dominici gregis», в конце — традиционное указание даты, напр. «datum Romæ, apud Sanctum Petrum, die VIII Septembris MCMVII, Pontificatus Nostri anno quinto», там же).
В Англиканской церкви энцикликами называются документы примасов, причём некоторые энциклики, как католические, так и англиканские, могут иметь форму булл, напр. изданная архиепископом Кентерберийским и архиепископом Йоркским «Apostolicæ Curæ», названная также «Sæpius officio», а напр. документ «Longinqua oceani» от 5 января 1895, адресованный Львом XIII архиепископам и епископам США, энцикликой не считается, хотя отвечает её форме.
В Православной церкви с энцикликами обращались епископы Александрии, Антиохии и Константинополя, например, Афанасий Великий, а позднее патриархи. Они адресуются местным епископам или всей Православной церкви. В Русской православной церкви энциклики называют окружными посланиями.

## Энциклики последних понтификатов
- Святой Иоанн Павел II
  - Redemptor Hominis (Иисус Искупитель) (1979)
  - Dives in Misericordia (Бог, богатый милосердием) (1980)
  - Laborem Exercens (Совершая труд) (1981)
  - Slavorum Apostoli (Апостолы славян) (1985)
  - Dominum et Vivificantem (Господа Животворящего) (1986)
  - Redemptoris Mater (Матерь Искупителя) (1987)
  - Sollicitudo Rei Socialis (Забота о социальных вещах) (1987)
  - Redemptoris Missio (Миссия Искупления) (1990)
  - Centesimus Annus (Сотый год) (1991)
  - Veritatis Splendor (Сияние истины) (1993)
  - Evangelium Vitae (Евангелие истины) (1995)
  - Ut Unum Sint (Да будут всё едино) (1995)
  - Fides et Ratio (Вера и разум) (1998)
  - Ecclesia de Eucharistia (Церковь Евхаристии) (2003)

- Бенедикт XVI
  - Deus Caritas Est (Бог есть любовь) (2005)
  - Spe Salvi (Спасены в надежде) (2007)
  - Caritas in Veritate (Любовь в истине) (2009)

- Франциск
  - Lumen Fidei (Свет веры) (2013)
  - Laudato si’ (Хвала Тебе) (2015)
  - Fratelli Tutti (Все братья) (2020)
  - Dilexit nos (Он возлюбил нас) (2024)